# 投球大赛
《投球大赛》是一款由UPL公司于1985年发行的街机游戏。本游戏后移植至Game Boy、MSX和FC游戏机等游戏平台。
玩家控制着一个动物（从五个动作中选取一个，他们分别为牛、兔、蝙蝠、鼠和企鹅），并与其他动物对战。游戏中，两个对战的动作站在相对位置，他们分别将对方滚来的球滚回去。